# Lucien Le Guern
 (mai 2016).
Si vous disposez d'ouvrages ou d'articles de référence ou si vous connaissez des sites web de qualité traitant du thème abordé ici, merci de compléter l'article en donnant les références utiles à sa vérifiabilité et en les liant à la section « Notes et références ».
Pour les articles homonymes, voir Le Guern.
Lucien Le Guern, dit frère Louis-Gabriel, né le 14 novembre 1914 au Mans (Sarthe), et mort le 27 janvier 1981 à Éveux (Rhône), est un peintre et un religieux français.
Rattaché au courant de l'art naïf, ses thèmes privilégiés furent notamment les Saintes Écritures et l'Occupation pendant la Seconde Guerre mondiale.

## Biographie
Dans sa jeunesse, il devient sourd et muet la suite d'une méningite et entre à l'institution des jeunes sourds-muets de Saint-Jean-de-la-Ruelle (Loiret). À sa sortie, il s'oriente vers la peinture comme moyen d'expression privilégié.
C'est en autodidacte qu'il construit son style au travers des paysages et des portraits. Dans les années 1930, il travaille chez un maître potier de Malicorne où il décore des faïences, puis il suit des cours de peinture à l'école supérieure des beaux-arts du Mans. Dans les années 1940, il consacre une série de tableaux à la vie quotidienne sous la Seconde Guerre mondiale. Il est remarqué au Salon d'automne de 1941 à Paris pour son tableau L'Exode.
En 1953, il entre dans les ordres comme frère convers et est admis au couvent dominicain de la Tourette à Éveux, près de Lyon. Il prend alors le nom religieux de « frère Louis-Gabriel ». Il réalisera désormais des fresques monumentales (jusqu'à dix mètres de long) d'une grande expressivité et représentant les Saintes Écritures, en particulier le Jugement Dernier, l'Apocalypse et la Résurrection (notamment La Résurrection et Le Christ-Roi, conservés au musée du Vieux-Château de Laval).
Il peindra jusqu'à sa mort en 1981, et est inhumé à Éveux au cimetière du couvent.
Le musée du Vieux-Château à Laval expose plusieurs de ses œuvres, dont un Christ Roi,.